# Liste der Nummer-eins-Hits in Österreich (2010)
Diese Liste enthält alle Nummer-eins-Hits in Österreich im Jahr 2010. Sie basiert auf den Top 75 der österreichischen Charts bei den Singles und bei den Alben. Es gab in diesem Jahr 13 Nummer-eins-Singles und 29 Nummer-eins-Alben.

## Singles
| ← 2009 ← | Liste der Nummer-eins-Hits in Österreich | Liste der Nummer-eins-Hits in Österreich | Liste der Nummer-eins-Hits in Österreich | 2011 →                    |
| \| Zeitraum \| Wo. ges. \| Interpret \| Titel Autor(en) \| Zusätzliche Informationen \| \| (Zeitraum, Wochen auf Platz eins, Interpret, Titel, Autor[en], zusätzliche Informationen) \| \| \| \| \| \| ----------------------------------------------------------------------------------------- \| -------- \| --------------------------- \| ---------------------------------------------------------------------------------------------------------------------------------------------------------------------------------------------------------------------------------------------------------------------------------------------- \| ------------------------- \| \| 27. November 2009 – 21. Januar 2010 8 Wochen \| 8 \| Lady Gaga \| Bad Romance Nadir Khayat, Stefani Germanotta \| – \| \| 22. Januar 2010 – 25. März 2010 9 Wochen \| 9 \| Kesha \| TiK ToK Kesha Sebert, Benjamin Levin, Lukasz Gottwald \| – \| \| 26. März 2010 – 29. April 2010 5 Wochen \| 5 \| Stromae \| Alors on danse Paul Van Haver \| – \| \| 30. April 2010 – 27. Mai 2010 4 Wochen \| 4 \| Mehrzad Marashi \| Don’t Believe Dieter Bohlen \| – \| \| 28. Mai 2010 – 24. Juni 2010 4 Wochen \| 4 \| K’naan \| Wavin’ Flag Philip Martin Lawrence II, Peter Gene Hernandez, Keinan Abdi Warsame, Jean Guillaume Daval \| – \| \| 25. Juni 2010 – 5. August 2010 6 Wochen \| 6 \| Shakira feat. Freshlyground \| Waka Waka (This Time for Africa) Shakira Isabel Mebarak Ripol, John Graham Hill, Zolani Monica Mahola, Simon Eric Attwell, Peter David Cohen, Kyla-Rose Smith, Julio Navela Sigauque, Neil John Francis Hawks, Eugene Victor Doo Belley, Jean Paul Zé Bella, Emile Kojidie, Seredeal Scheepers \| – \| \| 6. August 2010 – 23. September 2010 7 Wochen \| 7 \| Yolanda Be Cool vs. DCUP \| We No Speak Americano! Musik: Renato Carosone; Text: Nicola Salerno \| – \| \| 24. September 2010 – 28. Oktober 2010 5 Wochen \| 5 \| Eminem feat. Rihanna \| Love the Way You Lie Alexander Grant Jr., Marshall B. Mathers III, Holly Brook \| – \| \| 29. Oktober 2010 – 11. November 2010 2 Wochen (insgesamt 3) \| 3 \| Rihanna \| Only Girl (In the World) Crystal Nicole Johnson, Mikkel Storleer Eriksen, Tor Erik Hermansen, Sandy Julien Wilhelm \| – \| \| 12. November 2010 – 18. November 2010 1 Woche \| 1 \| Trackshittaz \| Oida taunz! Lukas Plöchl, Manuel Hoffelner \| – \| \| 19. November 2010 – 25. November 2010 1 Woche (insgesamt 3) \| 3 \| Rihanna \| Only Girl (In the World) Crystal Nicole Johnson, Mikkel Storleer Eriksen, Tor Erik Hermansen, Sandy Julien Wilhelm \| – \| \| 26. November 2010 – 2. Dezember 2010 1 Woche \| 1 \| Bruno Mars \| Just the Way You Are Khari Cain, Peter Gene Hernandez, Philip Martin Lawrence II, Ari Levine, Khalil Walton \| – \| \| 3. Dezember 2010 – 9. Dezember 2010 1 Woche \| 1 \| Duck Sauce \| Barbra Streisand Frank Farian, Heinz Huth, Jürgen Huth, Fred Jay, Armand Van Helden, Alain Macklovitch \| – \| \| 10. Dezember 2010 – 27. Januar 2011 7 Wochen \| 7 \| The Black Eyed Peas \| The Time (Dirty Bit) Will Adams, Allan Apll Pineda, Jaime Luis Gomez, Stacy Ferguson, Adam Charles Wood Freeland, Alexander Charles Lachlan Drury \| – \| |                                          |                                          | |                           |
| ← 2009 |                                          |                                          | | → 2011 →                  |
| Zeitraum | Wo. ges.                                 | Interpret                                | Titel Autor(en) | Zusätzliche Informationen |
| (Zeitraum, Wochen auf Platz eins, Interpret, Titel, Autor[en], zusätzliche Informationen) |                                          |                                          | |                           |
| 27. November 2009 – 21. Januar 2010 8 Wochen | 8                                        | Lady Gaga                                | Bad Romance Nadir Khayat, Stefani Germanotta | –                         |
| 22. Januar 2010 – 25. März 2010 9 Wochen | 9                                        | Kesha                                    | TiK ToK Kesha Sebert, Benjamin Levin, Lukasz Gottwald | –                         |
| 26. März 2010 – 29. April 2010 5 Wochen | 5                                        | Stromae                                  | Alors on danse Paul Van Haver | –                         |
| 30. April 2010 – 27. Mai 2010 4 Wochen | 4                                        | Mehrzad Marashi                          | Don’t Believe Dieter Bohlen | –                         |
| 28. Mai 2010 – 24. Juni 2010 4 Wochen | 4                                        | K’naan                                   | Wavin’ Flag Philip Martin Lawrence II, Peter Gene Hernandez, Keinan Abdi Warsame, Jean Guillaume Daval | –                         |
| 25. Juni 2010 – 5. August 2010 6 Wochen | 6                                        | Shakira feat. Freshlyground              | Waka Waka (This Time for Africa) Shakira Isabel Mebarak Ripol, John Graham Hill, Zolani Monica Mahola, Simon Eric Attwell, Peter David Cohen, Kyla-Rose Smith, Julio Navela Sigauque, Neil John Francis Hawks, Eugene Victor Doo Belley, Jean Paul Zé Bella, Emile Kojidie, Seredeal Scheepers | –                         |
| 6. August 2010 – 23. September 2010 7 Wochen | 7                                        | Yolanda Be Cool vs. DCUP                 | We No Speak Americano! Musik: Renato Carosone; Text: Nicola Salerno | –                         |
| 24. September 2010 – 28. Oktober 2010 5 Wochen | 5                                        | Eminem feat. Rihanna                     | Love the Way You Lie Alexander Grant Jr., Marshall B. Mathers III, Holly Brook | –                         |
| 29. Oktober 2010 – 11. November 2010 2 Wochen (insgesamt 3) | 3                                        | Rihanna                                  | Only Girl (In the World) Crystal Nicole Johnson, Mikkel Storleer Eriksen, Tor Erik Hermansen, Sandy Julien Wilhelm | –                         |
| 12. November 2010 – 18. November 2010 1 Woche | 1                                        | Trackshittaz                             | Oida taunz! Lukas Plöchl, Manuel Hoffelner | –                         |
| 19. November 2010 – 25. November 2010 1 Woche (insgesamt 3) | 3                                        | Rihanna                                  | Only Girl (In the World) Crystal Nicole Johnson, Mikkel Storleer Eriksen, Tor Erik Hermansen, Sandy Julien Wilhelm | –                         |
| 26. November 2010 – 2. Dezember 2010 1 Woche | 1                                        | Bruno Mars                               | Just the Way You Are Khari Cain, Peter Gene Hernandez, Philip Martin Lawrence II, Ari Levine, Khalil Walton | –                         |
| 3. Dezember 2010 – 9. Dezember 2010 1 Woche | 1                                        | Duck Sauce                               | Barbra Streisand Frank Farian, Heinz Huth, Jürgen Huth, Fred Jay, Armand Van Helden, Alain Macklovitch | –                         |
| 10. Dezember 2010 – 27. Januar 2011 7 Wochen | 7                                        | The Black Eyed Peas                      | The Time (Dirty Bit) Will Adams, Allan Apll Pineda, Jaime Luis Gomez, Stacy Ferguson, Adam Charles Wood Freeland, Alexander Charles Lachlan Drury | –                         |

## Alben
| ← 2009 ← | Liste der Nummer-eins-Alben in Österreich | Liste der Nummer-eins-Alben in Österreich | Liste der Nummer-eins-Alben in Österreich                | 2011 →                    |
| \| Zeitraum \| Wo. ges. \| Interpret \| Titel \| Zusätzliche Informationen \| \| (Zeitraum, Wochen auf Platz eins, Interpret, Titel, zusätzliche Informationen) \| \| \| \| \| \| ------------------------------------------------------------------------------ \| -------- \| -------------------------------------- \| -------------------------------------------------------- \| ------------------------- \| \| 18. Dezember 2009 – 7. Januar 2010 3 Wochen \| 3 \| Falco \| The Spirit Never Dies \| – \| \| 8. Januar 2010 – 14. Januar 2010 1 Woche (insgesamt 2) \| 2 \| Lady Gaga \| The Fame \| – \| \| 15. Januar 2010 – 4. Februar 2010 3 Wochen \| 3 \| Wiener Philharmoniker / Georges Prêtre \| Neujahrskonzert 2010 \| – \| \| 5. Februar 2010 – 11. Februar 2010 1 Woche \| 1 \| (Verschiedene Interpreten) \| Hope for Haiti Now \| – \| \| 12. Februar 2010 – 18. Februar 2010 1 Woche \| 1 \| Marc Pircher \| Wer wenn nicht du \| – \| \| 19. Februar 2010 – 4. März 2010 2 Wochen \| 2 \| Erste Allgemeine Verunsicherung \| Neue Helden braucht das Land \| – \| \| 5. März 2010 – 11. März 2010 1 Woche \| 1 \| Bushido \| Zeiten ändern Dich \| – \| \| 12. März 2010 – 18. März 2010 1 Woche \| 1 \| Johnny Cash \| American VI: Ain’t No Grave \| – \| \| 19. März 2010 – 25. März 2010 1 Woche \| 1 \| Gorillaz \| Plastic Beach \| – \| \| 26. März 2010 – 22. April 2010 4 Wochen \| 4 \| Amy Macdonald \| A Curious Thing \| – \| \| 23. April 2010 – 29. April 2010 1 Woche \| 1 \| Slash \| Slash \| – \| \| 30. April 2010 – 10. Juni 2010 6 Wochen \| 6 \| AC/DC \| Iron Man 2 (Soundtrack) \| – \| \| 11. Juni 2010 – 17. Juni 2010 1 Woche \| 1 \| Lena \| My Cassette Player \| – \| \| 18. Juni 2010 – 24. Juni 2010 1 Woche (insgesamt 2) \| 2 \| (Soundtrack) \| Eclipse – Bis(s) zum Abendrot \| – \| \| 25. Juni 2010 – 1. Juli 2010 1 Woche \| 1 \| Helene Fischer \| Best of Helene Fischer \| – \| \| 2. Juli 2010 – 15. Juli 2010 2 Wochen (insgesamt 3) \| 3 \| Eminem \| Recovery \| – \| \| 16. Juli 2010 – 29. Juli 2010 2 Wochen \| 2 \| Die Seer \| Wohlfühlgfühl \| – \| \| 30. Juli 2010 – 5. August 2010 1 Woche (insgesamt 2) \| 2 \| (Soundtrack) \| Eclipse – Bis(s) zum Abendrot \| – \| \| 6. August 2010 – 19. August 2010 2 Wochen \| 2 \| Die Amigos \| Weißt du, was du für mich bist? \| – \| \| 20. August 2010 – 26. August 2010 1 Woche (insgesamt 3) \| 3 \| Eminem \| Recovery \| – \| \| 27. August 2010 – 2. September 2010 1 Woche \| 1 \| Iron Maiden \| The Final Frontier \| – \| \| 3. September 2010 – 9. September 2010 1 Woche \| 1 \| Hansi Hinterseer \| Ich hab dich einfach lieb \| – \| \| 10. September 2010 – 16. September 2010 1 Woche \| 1 \| Wir sind Helden \| Bring mich nach Hause \| – \| \| 17. September 2010 – 23. September 2010 1 Woche \| 1 \| Katy Perry \| Teenage Dream \| – \| \| 24. September 2010 – 7. Oktober 2010 2 Wochen \| 2 \| Linkin Park \| A Thousand Suns \| – \| \| 8. Oktober 2010 – 21. Oktober 2010 2 Wochen \| 2 \| Rainhard Fendrich \| Meine Zeit \| – \| \| 22. Oktober 2010 – 28. Oktober 2010 1 Woche \| 1 \| Robbie Williams \| In and out of Consciousness: The Greatest Hits 1990–2010 \| – \| \| 28. Oktober 2010 – 4. November 2010 1 Woche \| 1 \| Kings of Leon \| Come Around Sundown \| – \| \| 5. November 2010 – 11. November 2010 1 Woche (insgesamt 3) \| 3 \| Andrea Berg \| Schwerelos \| – \| \| 12. November 2010 – 18. November 2010 1 Woche (insgesamt 5) \| 5 \| Kiddy Contest Kids \| Kiddy Contest Vol. 16 \| – \| \| 19. November 2010 – 25. November 2010 1 Woche (insgesamt 3) \| 3 \| Andrea Berg \| Schwerelos \| – \| \| 26. November 2010 – 23. Dezember 2010 4 Wochen (insgesamt 5) \| 5 \| Kiddy Contest Kids \| Kiddy Contest Vol. 16 \| – \| \| 24. Dezember 2010 – 6. Januar 2011 2 Wochen \| 2 \| Michael Jackson \| Michael \| – \| |                                           |                                           |                                                          |                           |
| ← 2009 |                                           |                                           |                                                          | → 2011 →                  |
| Zeitraum | Wo. ges.                                  | Interpret                                 | Titel                                                    | Zusätzliche Informationen |
| (Zeitraum, Wochen auf Platz eins, Interpret, Titel, zusätzliche Informationen) |                                           |                                           |                                                          |                           |
| 18. Dezember 2009 – 7. Januar 2010 3 Wochen | 3                                         | Falco                                     | The Spirit Never Dies                                    | –                         |
| 8. Januar 2010 – 14. Januar 2010 1 Woche (insgesamt 2) | 2                                         | Lady Gaga                                 | The Fame                                                 | –                         |
| 15. Januar 2010 – 4. Februar 2010 3 Wochen | 3                                         | Wiener Philharmoniker / Georges Prêtre    | Neujahrskonzert 2010                                     | –                         |
| 5. Februar 2010 – 11. Februar 2010 1 Woche | 1                                         | (Verschiedene Interpreten)                | Hope for Haiti Now                                       | –                         |
| 12. Februar 2010 – 18. Februar 2010 1 Woche | 1                                         | Marc Pircher                              | Wer wenn nicht du                                        | –                         |
| 19. Februar 2010 – 4. März 2010 2 Wochen | 2                                         | Erste Allgemeine Verunsicherung           | Neue Helden braucht das Land                             | –                         |
| 5. März 2010 – 11. März 2010 1 Woche | 1                                         | Bushido                                   | Zeiten ändern Dich                                       | –                         |
| 12. März 2010 – 18. März 2010 1 Woche | 1                                         | Johnny Cash                               | American VI: Ain’t No Grave                              | –                         |
| 19. März 2010 – 25. März 2010 1 Woche | 1                                         | Gorillaz                                  | Plastic Beach                                            | –                         |
| 26. März 2010 – 22. April 2010 4 Wochen | 4                                         | Amy Macdonald                             | A Curious Thing                                          | –                         |
| 23. April 2010 – 29. April 2010 1 Woche | 1                                         | Slash                                     | Slash                                                    | –                         |
| 30. April 2010 – 10. Juni 2010 6 Wochen | 6                                         | AC/DC                                     | Iron Man 2 (Soundtrack)                                  | –                         |
| 11. Juni 2010 – 17. Juni 2010 1 Woche | 1                                         | Lena                                      | My Cassette Player                                       | –                         |
| 18. Juni 2010 – 24. Juni 2010 1 Woche (insgesamt 2) | 2                                         | (Soundtrack)                              | Eclipse – Bis(s) zum Abendrot                            | –                         |
| 25. Juni 2010 – 1. Juli 2010 1 Woche | 1                                         | Helene Fischer                            | Best of Helene Fischer                                   | –                         |
| 2. Juli 2010 – 15. Juli 2010 2 Wochen (insgesamt 3) | 3                                         | Eminem                                    | Recovery                                                 | –                         |
| 16. Juli 2010 – 29. Juli 2010 2 Wochen | 2                                         | Die Seer                                  | Wohlfühlgfühl                                            | –                         |
| 30. Juli 2010 – 5. August 2010 1 Woche (insgesamt 2) | 2                                         | (Soundtrack)                              | Eclipse – Bis(s) zum Abendrot                            | –                         |
| 6. August 2010 – 19. August 2010 2 Wochen | 2                                         | Die Amigos                                | Weißt du, was du für mich bist?                          | –                         |
| 20. August 2010 – 26. August 2010 1 Woche (insgesamt 3) | 3                                         | Eminem                                    | Recovery                                                 | –                         |
| 27. August 2010 – 2. September 2010 1 Woche | 1                                         | Iron Maiden                               | The Final Frontier                                       | –                         |
| 3. September 2010 – 9. September 2010 1 Woche | 1                                         | Hansi Hinterseer                          | Ich hab dich einfach lieb                                | –                         |
| 10. September 2010 – 16. September 2010 1 Woche | 1                                         | Wir sind Helden                           | Bring mich nach Hause                                    | –                         |
| 17. September 2010 – 23. September 2010 1 Woche | 1                                         | Katy Perry                                | Teenage Dream                                            | –                         |
| 24. September 2010 – 7. Oktober 2010 2 Wochen | 2                                         | Linkin Park                               | A Thousand Suns                                          | –                         |
| 8. Oktober 2010 – 21. Oktober 2010 2 Wochen | 2                                         | Rainhard Fendrich                         | Meine Zeit                                               | –                         |
| 22. Oktober 2010 – 28. Oktober 2010 1 Woche | 1                                         | Robbie Williams                           | In and out of Consciousness: The Greatest Hits 1990–2010 | –                         |
| 28. Oktober 2010 – 4. November 2010 1 Woche | 1                                         | Kings of Leon                             | Come Around Sundown                                      | –                         |
| 5. November 2010 – 11. November 2010 1 Woche (insgesamt 3) | 3                                         | Andrea Berg                               | Schwerelos                                               | –                         |
| 12. November 2010 – 18. November 2010 1 Woche (insgesamt 5) | 5                                         | Kiddy Contest Kids                        | Kiddy Contest Vol. 16                                    | –                         |
| 19. November 2010 – 25. November 2010 1 Woche (insgesamt 3) | 3                                         | Andrea Berg                               | Schwerelos                                               | –                         |
| 26. November 2010 – 23. Dezember 2010 4 Wochen (insgesamt 5) | 5                                         | Kiddy Contest Kids                        | Kiddy Contest Vol. 16                                    | –                         |
| 24. Dezember 2010 – 6. Januar 2011 2 Wochen | 2                                         | Michael Jackson                           | Michael                                                  | –                         |

## Jahreshitparaden
| ← 2009 ← | Liste der Nummer-eins-Hits in Österreich | Liste der Nummer-eins-Hits in Österreich                     | Liste der Nummer-eins-Hits in Österreich | 2011 →   |
| \| Singles \| Position# \| Alben \| \| -------------------------------------------------------------------------------------------------------------------------------------------------------------------------------------------------------------------------------------------------------------------------------------------------------------------------- \| --------- \| ------------------------------------------------------------ \| \| We No Speak Americano! Yolanda Be Cool vs. DCUP Musik: Renato Carosone; Text: Nicola Salerno \| 1 \| The Fame Lady Gaga \| \| Waka Waka (This Time for Africa) Shakira feat. Freshlyground Shakira Isabel Mebarak Ripol, John Graham Hill, Zolani Monica Mahola, Simon Eric Attwell, Peter David Cohen, Kyla-Rose Smith, Julio Navela Sigauque, Neil John Francis Hawks, Eugene Victor Doo Belley, Jean Paul Zé Bella, Emile Kojidie, Seredeal Scheepers \| 2 \| One Love David Guetta \| \| Wavin’ Flag K’naan Philip Martin Lawrence II, Peter Gene Hernandez, Keinan Abdi Warsame, Jean Guillaume Daval \| 3 \| Große Freiheit Unheilig \| \| Love the Way You Lie Eminem feat. Rihanna Alexander Grant Jr., Marshall B. Mathers III, Holly Brook \| 4 \| Recovery Eminem \| \| Alors on danse Stromae Paul Van Haver \| 5 \| Kiddy Contest Vol. 16 Kiddy Contest Kids \| \| TiK ToK Kesha Kesha Sebert, Benjamin Levin, Lukasz Gottwald \| 6 \| Herzwerk Andreas Gabalier \| \| Stereo Love Edward Maya & Vika Jigulina Edward Maya, Vika Jigulina \| 7 \| The Spirit Never Dies Falco \| \| Geboren um zu leben Unheilig Der Graf, Henning Verlage \| 8 \| Neujahrskonzert 2010 Wiener Philharmoniker / Georges Prêtre \| \| Bad Romance Lady Gaga Nadir Khayat, Stefani Germanotta \| 9 \| Neue Helden braucht das Land Erste Allgemeine Verunsicherung \| \| Alejandro Lady Gaga Nadir Khayat, Stefani Germanotta \| 10 \| A Thousand Suns Linkin Park \| |                                          |                                                              |                                          |          |
| ← 2009 |                                          |                                                              |                                          | → 2011 → |
| Singles | Position#                                | Alben                                                        |                                          |          |
| We No Speak Americano! Yolanda Be Cool vs. DCUP Musik: Renato Carosone; Text: Nicola Salerno | 1                                        | The Fame Lady Gaga                                           |                                          |          |
| Waka Waka (This Time for Africa) Shakira feat. Freshlyground Shakira Isabel Mebarak Ripol, John Graham Hill, Zolani Monica Mahola, Simon Eric Attwell, Peter David Cohen, Kyla-Rose Smith, Julio Navela Sigauque, Neil John Francis Hawks, Eugene Victor Doo Belley, Jean Paul Zé Bella, Emile Kojidie, Seredeal Scheepers | 2                                        | One Love David Guetta                                        |                                          |          |
| Wavin’ Flag K’naan Philip Martin Lawrence II, Peter Gene Hernandez, Keinan Abdi Warsame, Jean Guillaume Daval | 3                                        | Große Freiheit Unheilig                                      |                                          |          |
| Love the Way You Lie Eminem feat. Rihanna Alexander Grant Jr., Marshall B. Mathers III, Holly Brook | 4                                        | Recovery Eminem                                              |                                          |          |
| Alors on danse Stromae Paul Van Haver | 5                                        | Kiddy Contest Vol. 16 Kiddy Contest Kids                     |                                          |          |
| TiK ToK Kesha Kesha Sebert, Benjamin Levin, Lukasz Gottwald | 6                                        | Herzwerk Andreas Gabalier                                    |                                          |          |
| Stereo Love Edward Maya & Vika Jigulina Edward Maya, Vika Jigulina | 7                                        | The Spirit Never Dies Falco                                  |                                          |          |
| Geboren um zu leben Unheilig Der Graf, Henning Verlage | 8                                        | Neujahrskonzert 2010 Wiener Philharmoniker / Georges Prêtre  |                                          |          |
| Bad Romance Lady Gaga Nadir Khayat, Stefani Germanotta | 9                                        | Neue Helden braucht das Land Erste Allgemeine Verunsicherung |                                          |          |
| Alejandro Lady Gaga Nadir Khayat, Stefani Germanotta | 10                                       | A Thousand Suns Linkin Park                                  |                                          |          |